# 13852 Ford
13852 Ford este un asteroid din centura principală de asteroizi.

## Descriere
13852 Ford este un asteroid din centura principală de asteroizi. A fost descoperit pe 7 decembrie 1999 la Socorro, New Mexico, în cadrul proiectului LINEAR. Asteroidul prezintă o orbită caracterizată de o semiaxă mare de 2,21 ua, o excentricitate de 0,20 și o înclinație de 1,3° în raport cu ecliptica.